# Трудовик (Алматинская область)
Трудовик — упразднённое село в Карасайском районе Алматинской области Казахстана. На момент упразднения входило в состав Фрунзенского сельсовета. В 1991 году включено в состав города Алма-Ата. В 2018 году микрорайон «Трудовик» Алатауского района города Алматы был переименован в Томирис.

## География
Располагалось между рекой Бурундай и прудами на реке Жайнак. Ныне микрорайон Томирис Алатауского района.

## Население
По данным всесоюзной переписи 1989 года в селе проживало 873 человека, из которых русские составляли 63 % населения.